# فرقه امپراتوری روم
فرقه امپراتوری روم (انگلیسی: Roman imperial cult) امپراتور روم و برخی از اعضای خانواده‌هایشان را با مجوزهای الهی یا حق الهی پادشاهان، (آئوکتوریتاس) روم باستان شناسایی می‌کرد. چارچوب آن بر اساس سوابق رومی و یونانی بود و در دوره اولیه پرینکیپاته آگوستوس فرموله شد. به سرعت در سراسر امپراتوری روم و استان‌های روم، با تغییرات محلی مشخص در دریافت و بیان آن تأسیس شد.